# Beara Peninsula SPA
Beara Peninsula SPA este o arie protejată (arie de protecție specială avifaunistică — SPA) din Irlanda întinsă pe o suprafață de 2.612,08 ha, integral pe uscat.

## Localizare
Centrul sitului Beara Peninsula SPA este situat la coordonatele 51°37′09″N 10°04′10″W / 51.619185°N 10.06949°V.

## Înființare
Situl Beara Peninsula SPA a fost declarat arie de protecție specială avifaunistică în noiembrie 2006 pentru a proteja 5 specii de animale.

## Biodiversitate
Situată în ecoregiunea atlantică, aria protejată nu include niciun habitat protejat.
La baza desemnării sitului se află mai multe specii protejate de  păsări (5): șoim călător (Falco peregrinus), Fulmarus glacialis, Larus argentatus, Phalacrocorax aristotelis, Pyrrhocorax pyrrhocorax.
Pe lângă speciile protejate, pe teritoriul sitului au mai fost identificate 1 specie de păsări.